# Aglaja (Zeitschrift)

Titelblatt von Aglaja, herausgegeben in Haarlem von A. C. Kruseman. De Gratie Aglaja mit Lorbeerkranz und Stickerei-Rahmen. Um 1850, Centraal Museum, Utrecht

Aglaja war der Titel von zwei niederländischen Frauenzeitschriften des 19. Jahrhunderts. Die Inhalte kreisten um Mode und Handarbeiten.

## Beschreibung
Aglaja, Tijdschrift voor dames. Verzameling van de nieuwste borduur- en tapisserie-patronen (Sammlung der neuesten Stickerei- und Tapisseriemuster) erschien zwischen Januar 1835 und etwa 1836 und wurde vom Buchhändler J.P. Beekman Hzn. in Den Haag herausgegeben. Das Jahresabonnement kostete 9 Gulden (oder 75 Cent monatlich).
Aglaja. Maandboekje voor dameshandwerken wurde zwischen 1848 und 1864 von dem Verlag A.C. Kruseman aus Haarlem herausgegeben und war eine der erfolgreichsten Frauenzeitschriften des 19. Jahrhunderts.
Die beiden Blätter waren benannt nach der Jüngsten der Chariten, Aglaia, was Glanz bedeutet. Das Monatsheft erschien im Kleinformat und enthielt Anregungen und Schnittmuster um zu Stricken, Häkeln, Knüpfen und Sticken. Dazu Nachrichten aus der Modewelt und der Vorstellung je eines, wie wir heute sagen, Modelabels. Später kam eine Buchbesprechung sowie ein Feuilleton hinzu. In der Blütezeit gab es 5.500 Abonnenten. 1864 wurde Aglaja mit der Zeitschrift Gracieuse zu De Gracieuse - Geïllustreerde Aglaja zusammengelegt und konzentrierte sich weiterhin nur auf Mode und Handarbeit. Der Verkaufspreis betrug drei Gulden pro Jahr oder 25 Cent pro Ausgabe. Als diese bestand Aglaja noch bis 1936.

## Trivia
In dem Roman Max Havelaar von 1860 lässt der Protagonist Sjaalman als Buchverkäufer einige gebundene Bände von Krusemans Aglaja („eine höchst entzückende Sammlung von Damenhandarbeiten“) auf den Boden fallen. Aufgrund dieser Ungeschicklichkeit beschließt der Kaffeehändler Batavus Droogstoppel ihn, der um eine neue Anstellung nachsuchte, nicht einzustellen.

## Galerie

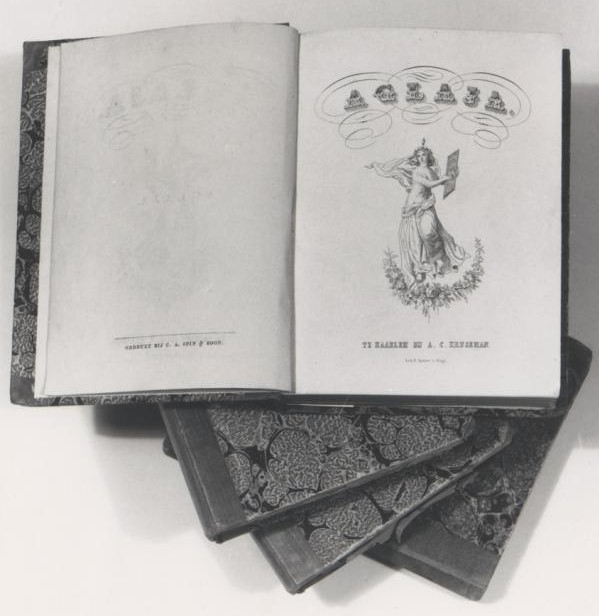
Vier gebundene Jahrgänge Aglaja  1848–1850 und 1853. Im Centraal Museum, Utrecht
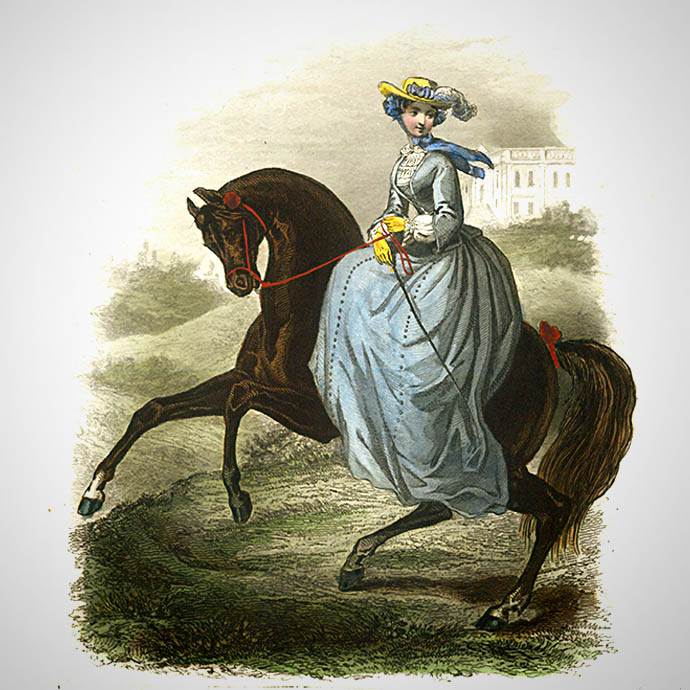
Mode für eine Amazone, Aglaja, Juli 1851
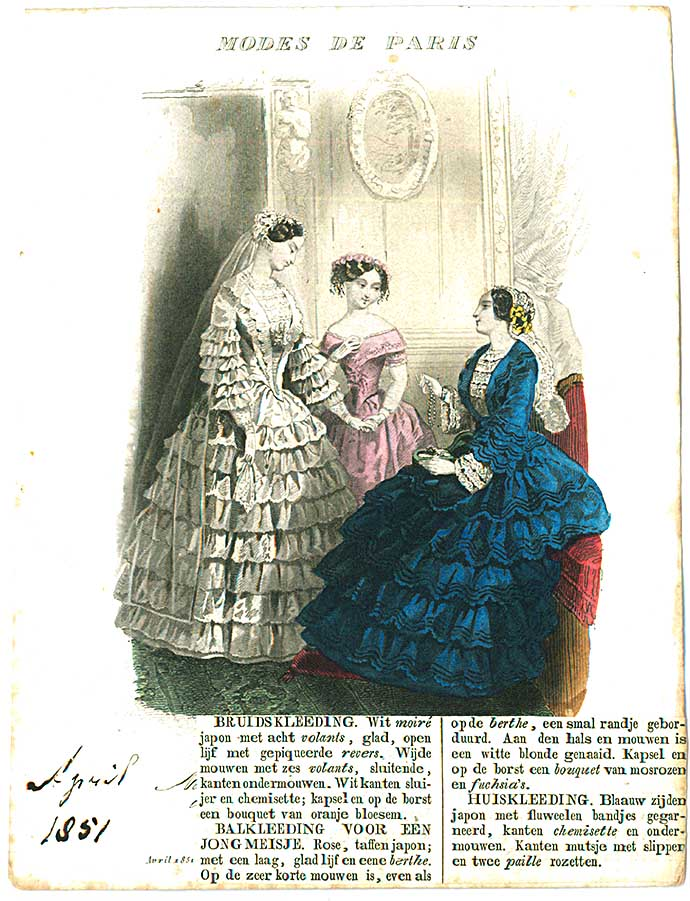
Braut-, Ball- und Hauskleidung, Aglaja, April 1851
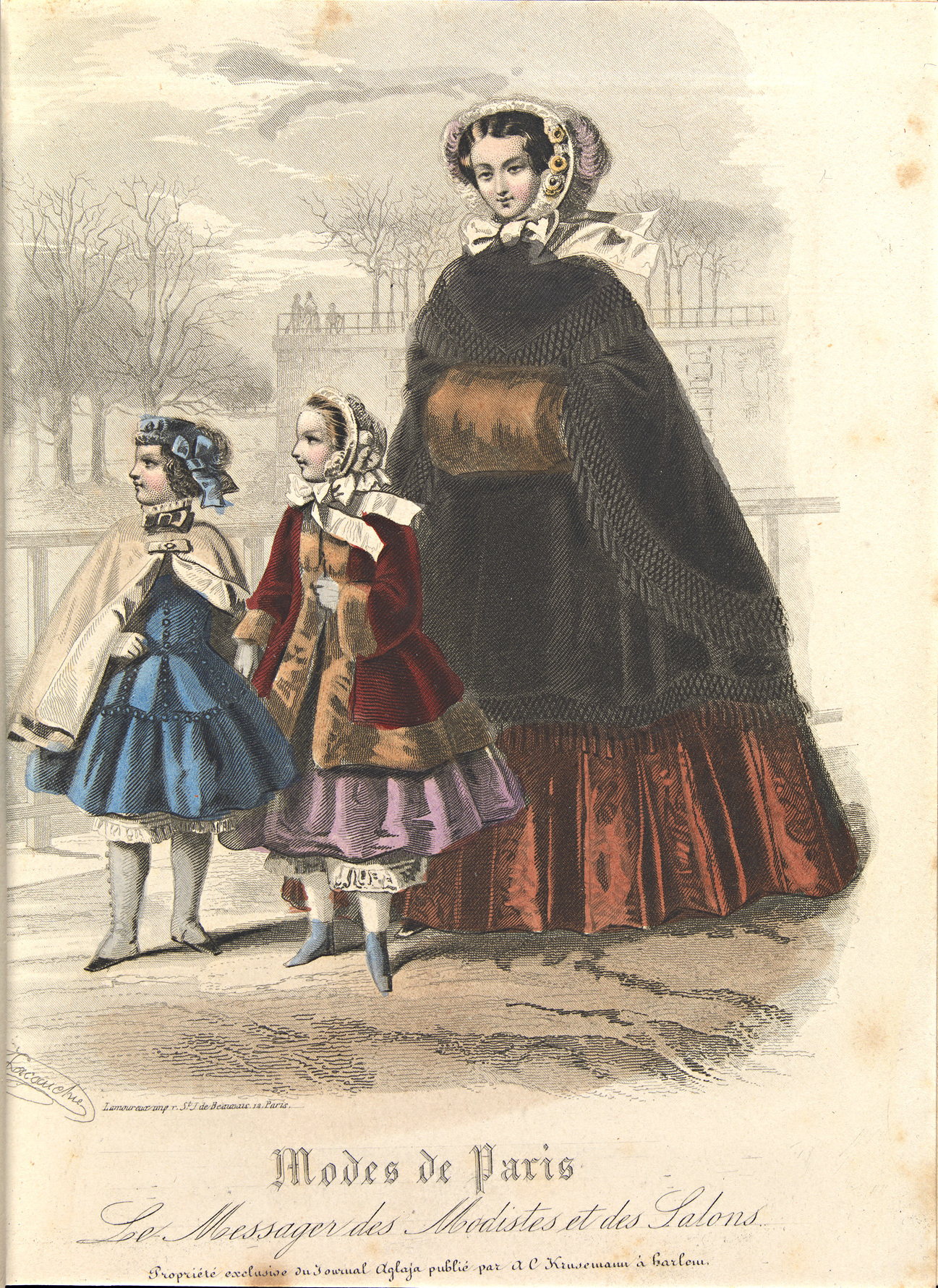
Eine Dame in weitem, modischem Rock und Muff mit einem Jungen und einem Mädchen, Aglaja, 1856 Nr. 3
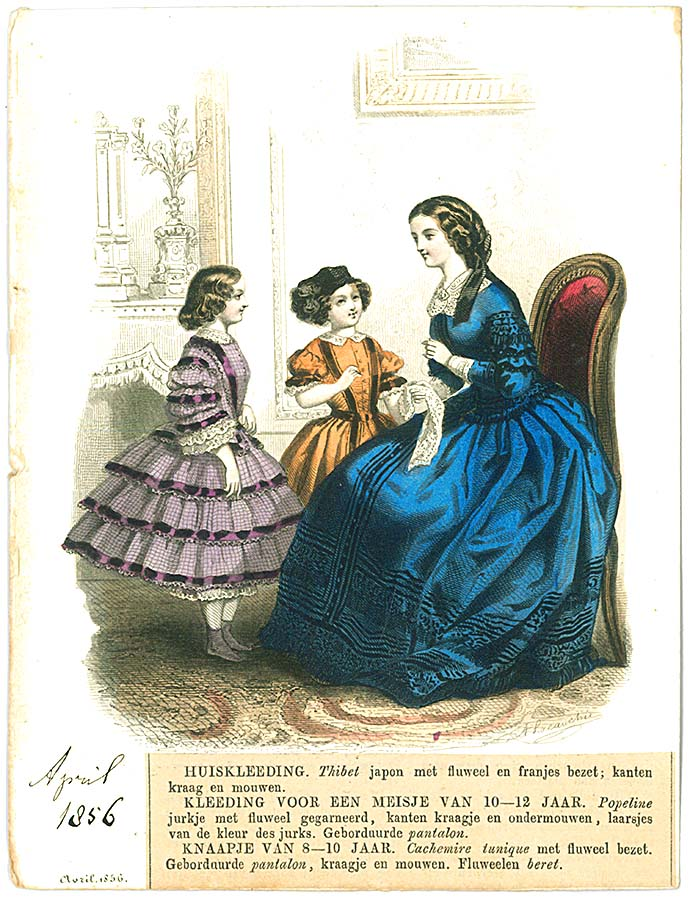
Kinder- und Hausmode, Aglaja, April 1856
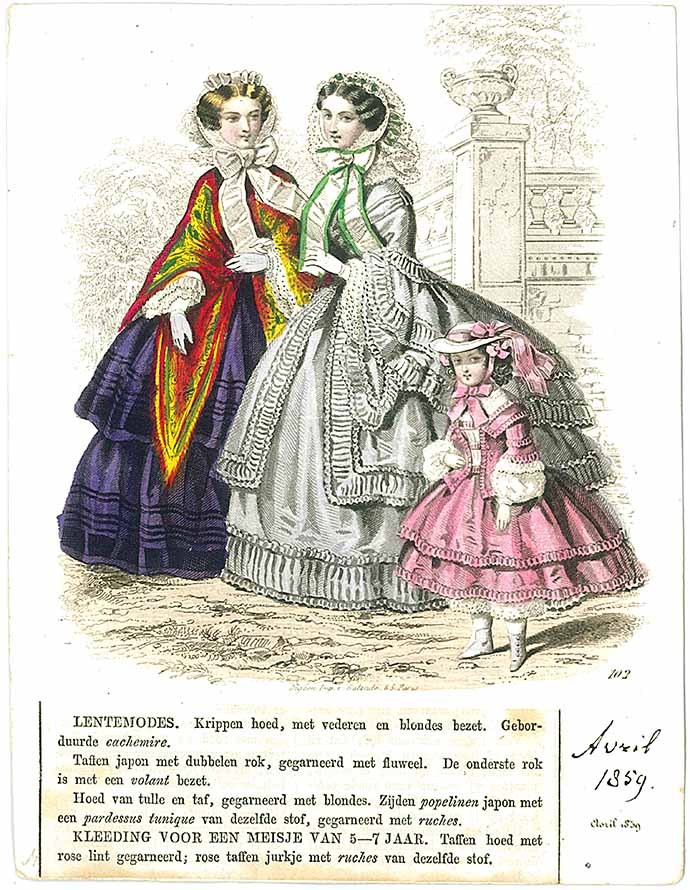
Frühlingsmode für ein 5–7 Jahre altes Mädchen, Aglaja, 1856 Nr. 10
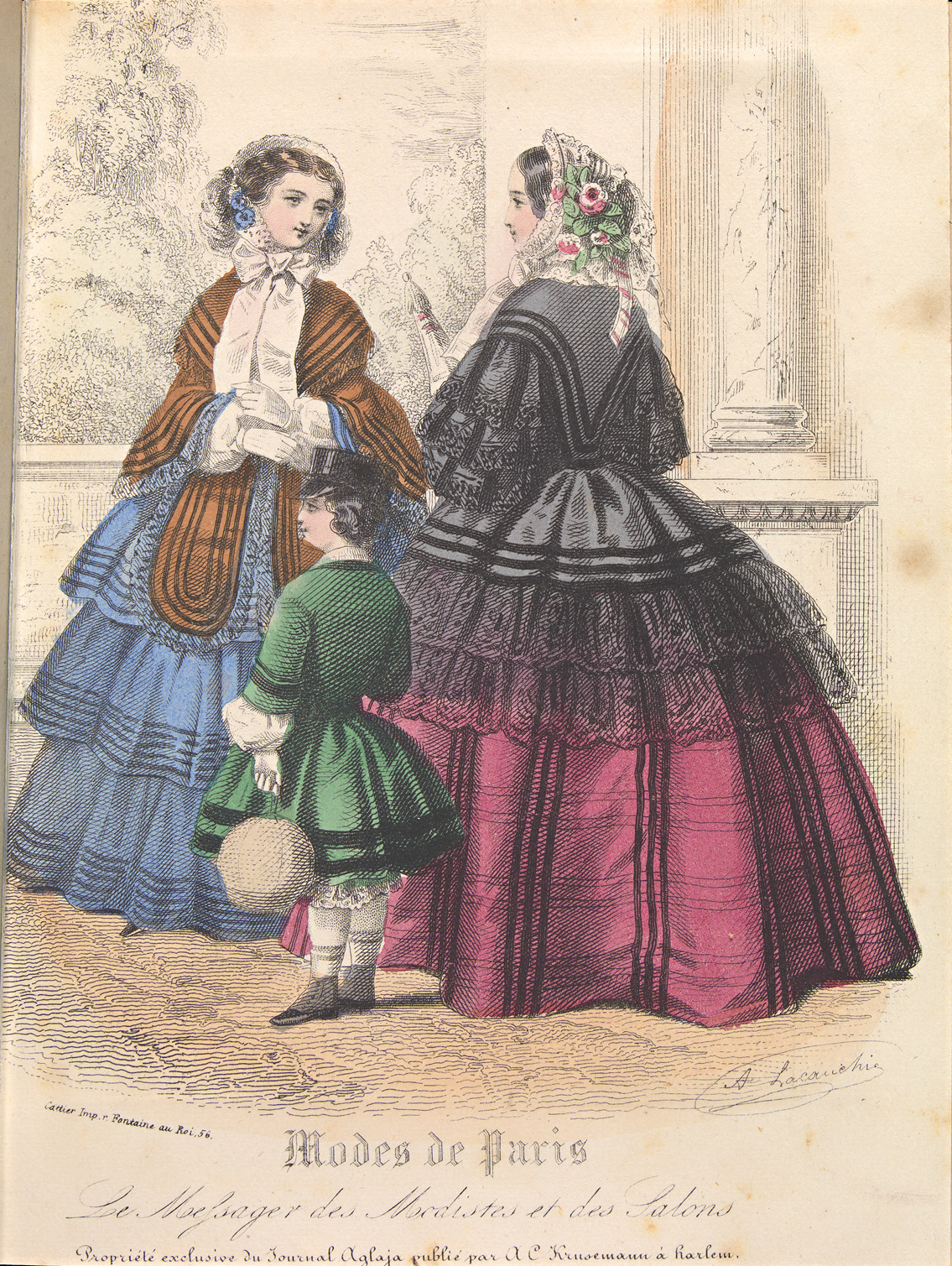
Mode aus Paris, Aglaja, 1856 Nr. 10